# IC 475
IC 475 — галактика типу S (спіральна галактика) у сузір'ї Близнята.
Цей об'єкт міститься в оригінальній редакції індексного каталогу.